# Sigmund Kripp
Sigmund Kripp (* 1928 in Absam) ist ein österreichischer Sozialpädagoge.

## Leben
Sigmund Kripp besuchte das Franziskanergymnasium Bozen und maturierte in Frascati bei Rom. 1951 trat er den Jesuiten bei und begann sein Noviziat im Schloss Kollegg in Sankt Andrä in Kärnten. Er studierte Philosophie und Theologie an der Universität Innsbruck und schloss am Weston College in Massachusetts mit dem Magister der Theologie ab. Er wurde in folgender Abfolge Erzieher im Kollegium Kalksburg in Wien, in der School for Juvenile Delinquents in Lincolndale New York, in einem Jugendzentrum in Santa Clara Kalifornien und in El Paso Neu Mexiko.
1959 übernahm er den Aufbau und die Leitung der Marianischen Kongregation der Gymnasialjugend in Innsbruck. Ebendort war er 1964 Bauherr vom John-F.-Kennedy-Haus, einem Jugendzentrum, welches in den besten Zeiten 1500 Mitglieder hatte und allgemein unter dem Namen „MK“ bekannt war. Kripp verzichtete auf eine „Pädagogik von oben“ als Anpassungsinstrument an herrschende Normen. Er zielte dagegen auf eine „Pädagogik ohne Belehrung“, welche Erfahrung, kritische Reflexion und Diskurs sowie konsequente demokratische Selbstverwaltung förderte. Die Jugendlichen gestalteten selbst die Zeitschrift Wir diskutieren, wo sie offen ihre Probleme ansprachen und ungeschönte Diskussionsbeiträge mit ihren Meinungen veröffentlichten. Mit seinem ersten Buch Abschied von morgen geriet er in eine endgültige Konfrontation mit Bischof Paulus Rusch, welcher in Absprache mit dem Generaloberen der Gesellschaft Jesu Pedro Arrupe Kripps Absetzung als Erzieher in Innsbruck erreichte. Reaktion waren Solidaritätsaktionen: Auf Initiative des Künstlers Paul Flora wurden 6000 Unterschriften gesammelt und in der Tiroler Tageszeitung als Protestresolution veröffentlicht, bei der Abschiedsveranstaltung waren „tausende Jugendliche, Eltern und Freunde anwesend“.
Sigmund Kripp ging nach München, wo anfänglich eine Entsendung als Missionar nach Katmandu vorbereitet wurde. Dazu kam es nicht, Kripp ging mit Genehmigung seiner Ordensoberen über eine Annonce in der Wochenzeitung Die Zeit in die Stadt Fellbach in Baden-Württemberg, um dort ein Jugendhaus aufzubauen und zu leiten. Seine Erfahrungen ebendort veröffentlichte er mit dem Buch Lächeln im Schatten. 1980 erhielt er eine Professur für Sozialpädagogik an der Fachhochschule Esslingen.
Als er es wagte, Vorschläge zur Demokratisierung des Jesuitenordens zu unterbreiten, wurde er 1984 gegen seinen Willen aus der Societas Jesu ausgeschlossen. Dazu veröffentlichte er mit Als Jesuit gescheitert eine Art Lebensbilanz über seine Zeit im Orden.
1985 ging er als politischer Berater des Sozialministeriums nach Nicaragua, Sozialminister war damals Fernando Cardenal, in einer offiziellen Funktion als Fortbildner für Erzieher und Sozialpädagogen. Nach seiner Pensionierung wirkte er als Lektor zu Fragen der Entwicklungspolitik an der Universität Klagenfurt.
In Nicaragua gründete er ein Ferienresort in einem sehr strukturschwachen, ländlichen Gebiet an der Westküste nahe der Grenze zu Costa Rica. Das Resort trägt den Namen des Strands, Playa el Coco. Die dortigen Angestellten sind alle aus der näheren Umgebung, für deren Familien gibt es teilweise auch Unterkünfte im Resort, sowie eine kleine Schule (Unterstufe). Ziel des Projekts ist, ein Tourismusunternehmen zu gründen, welches durch Einheimische betrieben wird, und sich selbst erhält.
Kripps Verdienste in Innsbruck wurden im 21. Jahrhundert neu gewürdigt: 2012 griff Otto Licha für seinen Roman Kripp, eine „Doku-fiktionale Schilderung der späten Sechziger und frühen Siebziger Jahre in Innsbruck auf die legendäre Figur Kripp zurück“. Im Februar 2018 stand Sigmund Kripp den Filmemachern Bernhard Holzhammer und Marc Brugger in Nicaragua als Auskunftsperson für eine Dokumentation über die Geschichte der Innsbrucker MK zur Verfügung. 2020 hieß es rückblickend im Rahmen einer Ausstellung, dass die MK als „ein wichtiger Ort der kulturellen Sozialisation für viele Jugendliche [...] ab 1959 von Pater Sigmund Kripp zum größten Jugendzentrum Europas entwickelt wurde, aber ab 1973 ihre dynamische sowie offene Funktion verlor, weil Kripp von Bischof Rusch wegen pädagogischer wie theologischer Differenzen seines Amtes enthoben wurde“.

## Auszeichnungen
- Österreichischer Bauherrenpreis 1967, als Bauherr des Kennedy-Freizeitheimes in Innsbruck mit dem Architekten Josef Lackner
- 1998: Ehrendoktorat der Universität Klagenfurt[6]
- 2024: Ehrenbürgerschaft von Innsbruck[7]

## Publikationen
- Abschied von morgen. Aus dem Leben in einem Jugendzentrum. (John-F.-Kennedy-Haus Innsbruck) Mit einem Nachwort von Karl Rahner, Patmos-Verlag, Düsseldorf 1973, ISBN 978-3-491-00412-2.
- Lächeln im Schatten. Die Abenteuer eines Jugendhauses. Patmos-Verlag, Düsseldorf 1977, ISBN 978-3-491-77433-9.
- Grinsen in der Sonne. Fotos und Gestaltung von Kurt Mimmler, Patmos-Verlag, Düsseldorf 1977, ISBN 978-3-491-77400-1.
- Hören, was die Jungen sagen. Begegnungen im Jugendzentrum. Kösel-Verlag, München 1984, ISBN 978-3-466-30267-3.
- Als Jesuit gescheitert. Junius, Wien 1986, ISBN 978-3-900370-92-3.